# 堀正彦
堀 正彦（ほり まさひこ、1959年9月7日 - ）は、石川県出身の俳優。ハルク・エンタテイメント所属。

## 人物
身長173cm。体重78kg。血液型O型。
趣味は写真撮影、霊界研究。特技は殺陣。
丹波道場出身。

## 出演作品

### テレビドラマ

#### NHK
- 大河ドラマ
  - 独眼竜政宗（1987年）
  - 春日局（1989年）
  - 翔ぶが如く（1990年）
  - 太平記 第3話「風雲児」（1991年） - 佐々木家家臣
  - 利家とまつ〜加賀百万石物語〜（2002年） - 佐々平左衛門
- 夢帰行 第1話（1990年）
- 水曜ドラマの花束 / 緋が走る〜陶芸青春記〜（1999年）
- 月曜ドラマシリーズ / 夢みる葡萄 〜本を読む女〜 第9話「運命の人」（2003年）

#### 日本テレビ
- 火曜サスペンス劇場
  - 救急指定病院 第1作「死亡事故発生!」（1992年）
  - 監察医・室生亜季子
    - 第15作「扼殺」（1994年）
    - 第20作「拳銃」（1996年） - 石野刑事

  - 弁護士・高林鮎子
    - 第14作「浜名湖汽水域」（1994年） - 店員
    - 第21作「上毛高原逆流の殺意」（1997年） - ホテル支配人
    - 第22作「北陸本線の死角」（1998年） - 酒屋
    - 第23作「秋田新幹線冬の迷彩」（1999年） - 西
    - 第24作「東京環状線夏の迷走」（1999年） - 刑事
    - 第26作「雲仙長崎旅路の果て」（2000年） - 松原
    - 第29作「フレッシュひたち17号の偽証」（2001年） - 喫茶店店主
    - 第32作「山形新幹線・つばさ106号の乗客」（2003年） - ホテルフロント
    - 第33作「特急うずしお30号の罠」（2004年） - 北原誠一

  - 犯罪心理分析官 第1作（1994年）

#### TBS
- HOTELスペシャル'93秋「姉さんミステリーです!? 奇妙な訪問者」（1993年）
- 月曜ドラマスペシャル→月曜ミステリー劇場
  - 看護婦探偵 戸田鮎子 第1作「代理母殺人事件」（1994年）
  - 五つの顔の変装刑事! 右京警部補事件ファイルE（1996年）
  - 夏の特選サスペンス「軽井沢夫人」（2002年）
  - 駅前タクシー湯けむり事件案内 第1作「客は銀行強盗!! 居合わせた謎の女と24時間殺人ドライブ」（2003年） - 古舘健二
- 特選ミステリー劇場 / 隣の女 -幽霊屋敷の殺人事件!!-（2006年）
- 火曜ドラマ / きみが心に棲みついた（2018年）

#### フジテレビ
- ザ・ドラマチックナイト→金曜ドラマシアター
  - 人間ドラマシリーズ「泣けたぜ! おやじ・明大島岡監督物語」（1987年）
  - 女優 夏木みどりシリーズ 第4作「悪女伝説殺人事件」（1992年）
- DRAMADAS / ここから先は戦争です 第3話「配達」（1990年）
- 土曜プレミアム / 戦場のメロディ（2009年） - 士官
- オトナの土ドラ / 屋根裏の恋人（2017年）
- 絶対零度 〜未然犯罪潜入捜査〜 第9話「最強SPの悲しき殺人」（2018年）

#### テレビ朝日
- 特警ウインスペクター 第23話「父のマンガはがき」（1990年）
- さすらい刑事旅情編
  - V 第23話「仕組まれた犯罪証明・久留米絣の女」（1993年）
  - VI 第20話「夢を追う女・新幹線トリック」（1994年）
- 風の刑事・東京発! 第3話「那須高原行き! 夫を交換した女」（1995年）
- 電磁戦隊メガレンジャー 第5話「キメるぜ! これが裏技バトル」（1997年） - 豊川博士
- はぐれ刑事純情派
  - 第12シリーズ 第4話「殺意の出世争い!? 安浦刑事が信じた女!」（1999年）
  - 第13シリーズ 第11話「善意が生んだ殺意!? 急行電車を停めた男!」（2000年）
- 痛快!三匹のご隠居 第3話「鬼の十手持ち あの娘の目を治したい!」（1999年） - 松蔵
- 土曜ワイド劇場
  - 捜査回避（2002年）
  - 犯罪被害者相談室〜癒やしの事件簿〜（2007年）

#### テレビ東京
- 燃えよ剣 第2話（1990年）
- 女と愛とミステリー / 北アルプス山岳救助隊・紫門一鬼 第5作「殺人山行 不帰ノ嶮」（2003年） - 坂上篤人

#### WOWOW
- 連続ドラマW / 神の手 第4、5話（2019年）

### 映画
- ア・ホーマンス（1986年）
- 金融腐蝕列島〔呪縛〕（1999年）
- T.R.Y.（2003年）
- 淫らな唇 痙攣（2004年） - 櫛田
- インモラル 凍える死体（2008年） - 刑事
- 窓辺のほんきーとんく（2008年）
- 小森生活向上クラブ（2008年）
- 旅立ち〜足寄より〜（2009年）
- ヒノマルドリーム（2012年） - 審査員
- ウルヴァリン:SAMURAI（2013年） - セキュリティ
- 教科書にないッ!、教科書にないッ! 2（2016年） - 組長

### 舞台
- 大霊界 死んだらどうなる
- シベリア超特急シリーズ
  - シベリア超特急4
  - シベリア超特急007

### CM
- 日本ロケーション
- JR東海
- アサヒ生ビール
- 日健総本社 「クロスタニンのお茶」

### VP
- 大同生命保険

### DVD
- トゥルーフェイス
- 必殺!バトルロード 妖剣女刺客（2005年）

### WEB
- 密着! 男と女の愛憎（BeeTV）
  - 探偵ファイル1（2011年）
  - 探偵ファイル2（2013年） - タレント事務所社長
- THE DAYS（2023年、Netflix）